# Immariana
Immariana là một chi bướm đêm thuộc phân họ Tortricinae của họ Tortricidae.

## Các loài
- Immariana acutiella Park & Byun, 1991